# Degallieridium lilliputanum
Degallieridium lilliputanum är en skalbaggsart som beskrevs av Vaz-de-mello 2008. Degallieridium lilliputanum ingår i släktet Degallieridium och familjen bladhorningar. Inga underarter finns listade i Catalogue of Life.